# Annette Haven
Annette Haven (Las Vegas, Nevada; 1 de diciembre de 1954), también conocida como Annette Robinson es una ex-actriz pornográfica estadounidense en las décadas de 1970 y 1980 y una de las primeras superestrellas de la industria cinematográfica para adultos.
Antes de ser todo un suceso en el porno, Haven trabajó como ayudante de enfermera, bailarina exótica en San Francisco y como masajista en el área de la bahía de San Francisco. Su primer filme fue a mediados de la década de 1970. La mayoría de las veces representó papeles de vírgenes o de mujeres fatales. Su debut erótico fue en Alex De Renzy en 1973 interpretando a Lady Freaks. En 1977 Haven recibió el premio a la mejor actriz de filmes para adultos por A Coming of Angels por la Asociación de Filmes para Adultos de los Estados Unidos.
Haven fue conocida por sus trabajos junto al lado del mejor dotado actor masculino, John Holmes. Fue selectiva acerca de los filmes en los que actuó y en otras presentaciones que realizó.
Siempre se negó a realizar escenas que incluyeran violencia, dominación o "faciales". Otras notables actuaciones incluyen Barbara Broadcast, V-The Hot One, Highschool Memories y Las mil y una noches eróticas. Haven fue premiada en el Salón de la Fama como la mejor intérprete porno.
Haven tuvo un papel en la película de Blake Edwards 10 (película) como la actriz porno que vive arriba de la colina. Se consideró darle el papel protagonista femenino para la película Body Double, papel que finalmente le fue dado a Melanie Griffith; sin embargo Haven fue la principal consultora para la película. Haven rechazó su papel en "The Howling" debido a la excesiva violencia.
Haven se retiró de los filmes para adultos a finales de los años 1980; sin embargo, reapareció a mediados de los años 1990 para protagonizar un par de videos de carácter fetichistas con su coestrella de los 70 Jamie Gillis y la dominatrix Kim Wylde.